# ディズニー・ドリーム
ディズニー・ドリーム（Disney Dream）は、ディズニー・クルーズ・ラインが運航しているクルーズ客船。

## 概要
ディズニー・ドリーム級の1番船で、2010年12月9日、ドイツのマイヤー・ヴェルフトで竣工。
ドイツで建造された客船としては最大で、船価は7億8千万ドル。
客室は全部で1,250室あり、そのうちの1,100室が海側に面している。
2011年1月4日にフロリダ州ポート・カナベラルに入港して同年1月19日に命名式が行われ、同年1月26日より同地を起点にキャスタウェイ・ケイ等に立ち寄るバハマクルーズに就航した。
また同型の2番船ディズニー・ファンタジーが2012年に建造された。

## 同型船
- 2番船　「ディズニー・ファンタジー（Disney Fantasy）」
2012年2月9日竣工。